# Clara Oyuela

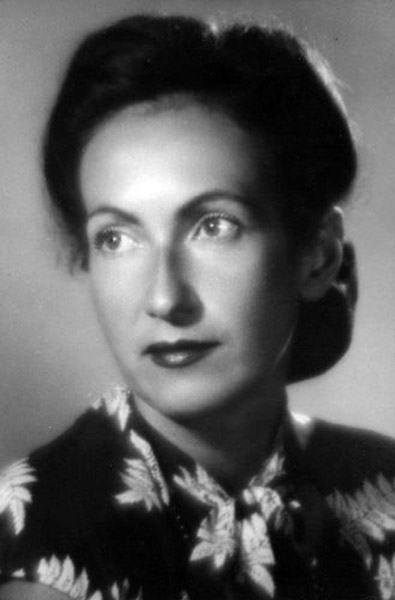
Clara Oyuela por Anatole Saderman

Clara Oyuela (*1907, Buenos Aires-†4 de abril de 2001, Santiago de Chile) fue una soprano argentina y maestra de canto

## Trayectoria
De notable actuación en las temporadas francesas del Teatro Colón se destacó especialmente en Pelléas et Mélisande, como Sophie en Werther con Georges Thill y en Marouf. Había debutado allí en 1937 en El jorobado de Notre Dame de Massenet.
Se la recuerda en Las bodas de Fígaro de Mozart, con Fritz Busch en 1943 y en L'enfant et les sortilèges de Ravel bajo la batuta de Albert Wolff.
En 1947 estrenó en el primer coliseo argentino Juana de Arco en la hoguera de Arthur Honegger dirigida por Erich Kleiber y Margarita Wallmann en el renglón escénico con Felipe Romito y posteriormente en la exhumación mundial de Ascanio in Alba de Mozart con dirección de Pedro Valenti Costa.
Se casó y se radicó en Chile en 1948 donde dictó clases en el Conservatorio Nacional de Música. Fundó la Cátedra de Opera del Departamento de Música de la facultad de Artes de la Universidad de Chile. Fue la maestra de Cristina Gallardo-Domas.
En la temporada 1956 regresó al Colón para Les caprices de Marianne de Henri Sauget con Ángel Mattiello.
Había sido homenajeada en el Teatro Colón en 1997 al cumplirse sesenta años de su debut.
Murió en circunstancias trágicas a los 94 años víctima de quemaduras provocada por una explosión casera.
Publicó el libro Técnica y arte del canto en El Francotirador Ediciones.